# Danny Schreurs
Danny Schreurs (Maastricht, 28 augustus 1987) is een voormalig Nederlands betaald profvoetballer die bij voorkeur als middenvelder of rechtsbuiten speelde.

## Carrière
Schreurs begon bij de jeugd van MVV, maar wist niet tot de selectie door te stoten. Nadien werd hij door Fortuna Sittard gecontracteerd, waar hij in 2006 zijn debuut maakte. Daar vormde hij samen met Ruud Boymans enkele seizoenen een aanvalskoppel. In juni 2009 tekende Schreurs een tweejarig contract bij FC Zwolle.
Hij tekende in juni 2011 een tweejarig contract bij Willem II, dat hem overnam van FC Zwolle. Op 31 januari 2012 werd hij tot het einde van het seizoen verhuurd aan Fortuna Sittard. In een half seizoen bij Fortuna Sittard scoorde Schreurs in dertien competitieduels negen doelpunten.
In de zomer van 2012 werd het contract tussen Willem II en Schreurs ontbonden. MVV Maastricht nam hem hierdoor transfervrij over. Hij tekende een tweejarig contract. Na twee seizoenen in Maastricht werd zijn contract niet verlengd. Hierop tekende hij in augustus 2014 een contract bij streekgenoot Roda JC Kerkrade.
Schreurs tekende in juli 2015 een contract Leiknir Reykjavík. In het seizoen 2016/17 kwam Schreurs uit voor het Belgische KSK Hasselt, spelend in de Derde Klasse, dat hem overnam van Bocholter VV. In 2017 ging hij voor RKSV Heer spelen.

### Carrièrestatistieken
| Seizoen                        | Club              | Land            | Competitie      | Competitie | Competitie | Beker | Beker | Internationaal | Internationaal | Overig | Overig | Totaal | Totaal |
| Seizoen                        | Club              | Land            | Competitie      | Wed.       | Dlp.       | Wed.  | Dlp.  | Wed.           | Dlp.           | Wed.   | Dlp.   | Wed.   | Dlp.   |
| ------------------------------ | ----------------- | --------------- | --------------- | ---------- | ---------- | ----- | ----- | -------------- | -------------- | ------ | ------ | ------ | ------ |
| 2006/07                        | Fortuna Sittard   | Nederland       | Eerste divisie  | 1          | 0          | 0     | 0     | 0              | 0              | 0      | 0      | 1      | 0      |
| 2007/08                        | Fortuna Sittard   | Nederland       | Eerste divisie  | 22         | 7          | 0     | 0     | 0              | 0              | 0      | 0      | 22     | 7      |
| 2008/09                        | Fortuna Sittard   | Nederland       | Eerste divisie  | 30         | 7          | 0     | 0     | 0              | 0              | 0      | 0      | 30     | 7      |
| 2009/10                        | FC Zwolle         | Nederland       | Eerste divisie  | 29         | 9          | 1     | 0     | 0              | 0              | 2      | 0      | 32     | 9      |
| 2010/11                        | FC Zwolle         | Nederland       | Eerste divisie  | 33         | 16         | 2     | 0     | 0              | 0              | 4      | 1      | 39     | 17     |
| 2011/12                        | Willem II         | Nederland       | Eerste divisie  | 16         | 5          | 1     | 1     | 0              | 0              | 0      | 0      | 17     | 6      |
| 2011/12                        | → Fortuna Sittard | Nederland       | Eerste divisie  | 14         | 9          | 0     | 0     | 0              | 0              | 0      | 0      | 14     | 9      |
| 2012/13                        | MVV Maastricht    | Nederland       | Eerste divisie  | 20         | 10         | 1     | 0     | 0              | 0              | 0      | 0      | 21     | 10     |
| 2013/14                        | MVV Maastricht    | Nederland       | Eerste divisie  | 28         | 6          | 1     | 0     | 0              | 0              | 0      | 0      | 29     | 6      |
| 2014/15                        | Roda JC Kerkrade  | Nederland       | Eerste divisie  | 18         | 4          | 0     | 0     | 0              | 0              | 0      | 0      | 0      | 0      |
| 2015/16                        | Leiknir Reykjavík | IJsland         | Úrvalsdeild     | 7          | 0          | 0     | 0     | 0              | 0              | 0      | 0      | 0      | 0      |
| 2016/17                        | KSK Hasselt       | België          | Derde Klasse    | 2          | 1          | 0     | 0     | 0              | 0              | 0      | 0      | 3      | 1      |
| Carrière totaal                | Carrière totaal   | Carrière totaal | Carrière totaal | 218        | 74         | 6     | 1     | 0              | 0              | 6      | 1      | 230    | 76     |
| Bijgewerkt tot 27 oktober 2016 |                   |                 |                 |            |            |       |       |                |                |        |        |        |        |

## Trivia
- Met het Nederlands ID-team (Intellectual Disability, spelers met een laag IQ) werd hij in 2004 Europees kampioen en nam hij deel aan het wereldkampioenschap.[4]